# 5GBioShield
Bauer 5GBioShield, обично скраћен на 5GBioShield, је лажни заштитни уређај за који продавци тврде да штити од зрачења из 5Г мобилних мрежа. Уређај су измислили клинички фармацеут Жак Бауер и бивши научник Илија Лакићевић, а продао га Саша Стоун. Утврђено је да се производ, који је продат за приближно 330 фунти путем партнерске маркетиншке шеме, састоји од нормалног УСБ флеш диска и налепнице. Од 26. априла 2022. сада није могуће купити УСБ кључ са званичног сајта. Британски трговински стандарди су утврдили да је уређај био превара.

## Уређај
Произвођачи тврде да:
„Кроз процес квантне осцилације, 5Г заштитни уређај УСБ кључ балансира и поново хармонизује узнемирујуће фреквенције које произилазе из електричне магле изазване уређајима, као што су лаптопови, бежични телефони, вајлес, таблети, итд.“}}
Уређај је УСБ флеш диск од 128 МБ који садржи маркетиншке документе и упутства за употребу. Уређај је смештен у прозирном блоку од перспекса који приказује стилизовани приказ Светог Ђорђа који убија аждају, на основу реверса личне медаље коју је оригинално направио Вилијам Вајон за принца Алберта
Лакићевић, ко-проналазач производа, описује да уређај садржи „нову енергију“ уграђену у налепницу и да је УСБ стик само носач и не мора да се укључује да би радио. Лакићевићеве тврдње у вези са овим производом објављене су у Међународном часопису за науку и истраживање (ИТЊ).

## Пријем
Уређај је препоручен у извештају који је објавило Градско веће Гластонберија.  Градски већник Тоби Р. Хол је препоручио да би уређај могао да буде „од помоћи“ и да „пружи заштиту“ због свог „носивог холографског нанослојног катализатора“.
Међутим, анализа Пен Тест Партнерса је закључила да овај уређај није ништа друго до јефтин УСБ флеш диск без бренда.  Безбедносна фирма је закључила да уређај „не би требало да промовишу јавно финансирана тела“.
Након овог извештаја, Trading Standards је истражио уређај и утврдио да је то превара, а ствар је прослеђена Одељењу за преваре полиције у Лондону.